# Liste der Gemeindeverbände im Département Ardèche
Das Département Ardèche liegt in der Region Auvergne-Rhône-Alpes in Frankreich. Es untergliedert sich in 19 Gemeindeverbände.
Siehe auch: Liste der Gemeinden im Département Ardèche

## Gemeindeverbände

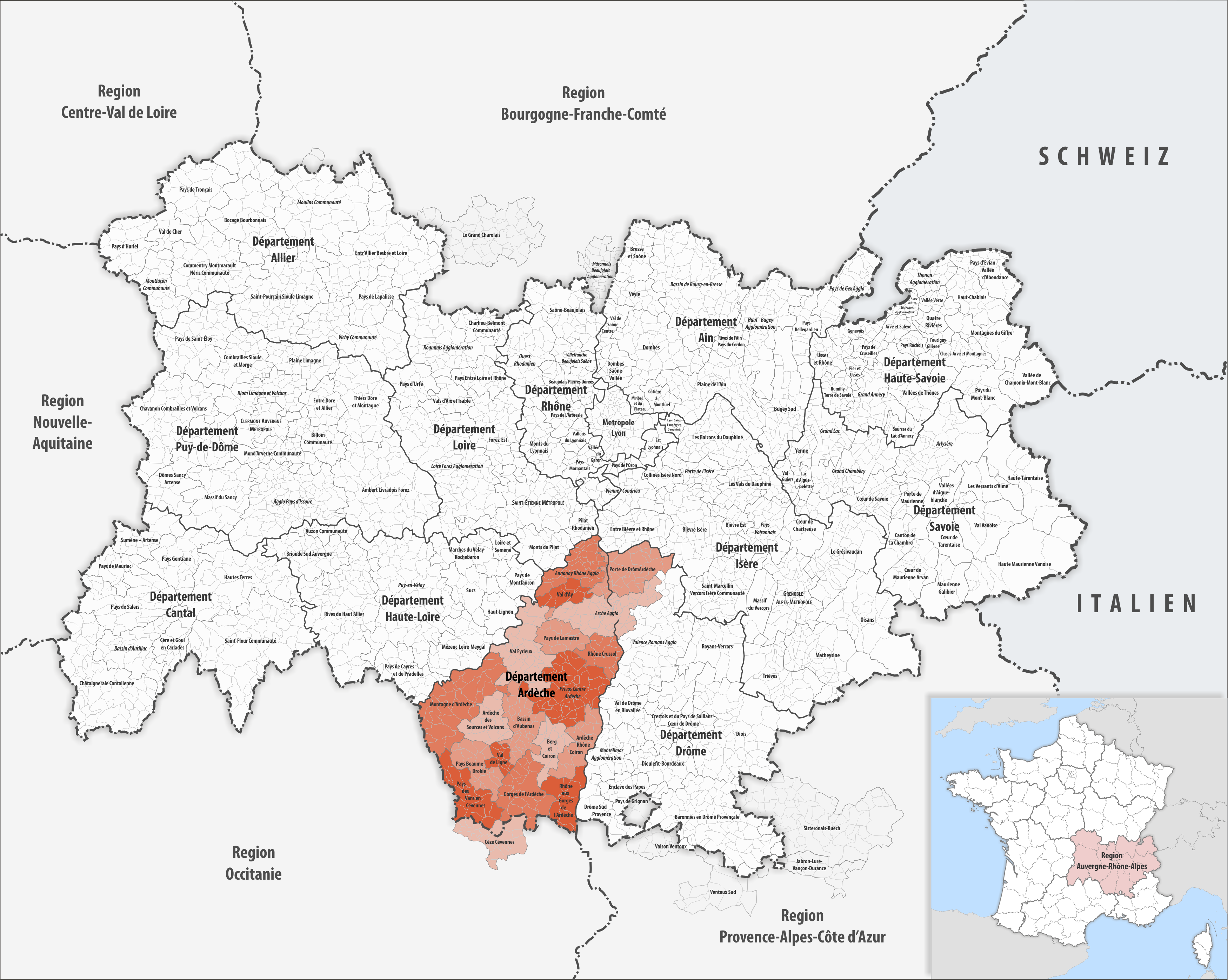
Gemeindeverbände im Département Ardèche

| Gemeindeverband                | Gemeinden im Départ./Verband | Einwohner 1. Januar 2022 | Fläche km² | Dichte Einw./km² | SIREN- Nummer | Rechtsform                 | Gründungsdatum    |
| ------------------------------ | ---------------------------- | ------------------------ | ---------- | ---------------- | ------------- | -------------------------- | ----------------- |
| Annonay Rhône Agglo            | 29/29                        | 50.326                   | 316,28     | 159              | 200 072 015   | Communauté d’agglomération | 16. Dezember 2016 |
| Arche Agglo                    | 20/41                        | 59.079                   | 497,96     | 119              | 200 073 096   | Communauté d’agglomération | 26. Dezember 2016 |
| Ardèche des Sources et Volcans | 16/16                        | 9.752                    | 268,44     | 36               | 200 039 824   | Communauté de communes     | 1. Januar 2014    |
| Ardèche Rhône Coiron           | 15/15                        | 23.067                   | 281,09     | 82               | 200 071 405   | Communauté de communes     | 16. Dezember 2016 |
| Bassin d’Aubenas               | 28/28                        | 40.748                   | 326,92     | 125              | 200 073 245   | Communauté de communes     | 26. Dezember 2016 |
| Berg et Coiron                 | 13/13                        | 7.981                    | 219,29     | 36               | 240 700 815   | Communauté de communes     | 4. Dezember 2003  |
| Cèze Cévennes                  | 1/23                         | 19.141                   | 318,83     | 60               | 200 035 129   | Communauté de communes     | 3. August 2012    |
| Gorges de l’Ardèche            | 20/20                        | 15.681                   | 413,06     | 38               | 200 039 808   | Communauté de communes     | 31. Dezember 2013 |
| Montagne d’Ardèche             | 28/28                        | 4.819                    | 692,59     | 7                | 200 072 007   | Communauté de communes     | 26. Dezember 2016 |
| Pays Beaume-Drobie             | 19/19                        | 9.170                    | 279,93     | 33               | 240 700 302   | Communauté de communes     | 22. Dezember 1994 |
| Pays de Lamastre               | 11/11                        | 6.678                    | 221,27     | 30               | 200 016 905   | Communauté de communes     | 8. September 2008 |
| Pays des Vans en Cévennes      | 15/15                        | 9.536                    | 329,27     | 29               | 200 039 832   | Communauté de communes     | 31. Dezember 2013 |
| Porte de DrômArdèche           | 8/35                         | 47.996                   | 420,75     | 114              | 200 040 491   | Communauté de communes     | 1. Januar 2014    |
| Privas Centre Ardèche          | 42/42                        | 44.163                   | 602,09     | 73               | 200 071 413   | Communauté d’agglomération | 5. Dezember 2016  |
| Rhône aux Gorges de l’Ardèche  | 9/9                          | 19.145                   | 262,27     | 73               | 240 700 864   | Communauté de communes     | 19. Dezember 2003 |
| Rhône Crussol                  | 13/13                        | 34.874                   | 200,02     | 174              | 200 041 366   | Communauté de communes     | 1. Januar 2014    |
| Val d’Ay                       | 8/8                          | 5.879                    | 146,18     | 40               | 240 700 716   | Communauté de communes     | 29. November 2001 |
| Val de Ligne                   | 11/11                        | 6.048                    | 92,02      | 66               | 240 700 617   | Communauté de communes     | 18. Dezember 1997 |
| Val Eyrieux                    | 29/29                        | 12.291                   | 510,09     | 24               | 200 041 465   | Communauté de communes     | 31. Dezember 2013 |